# イワカモメ
イワカモメ（岩鴎、Larus fuliginosus）は、チドリ目カモメ科カモメ属に分類される鳥類。別名ヨウガンカモメ。

## 分布
エクアドル（ガラパゴス諸島）固有種。
サンタ・クルス島、イサベラ島、サンチャゴ島、ヘノベサ島、マルチェナ島、セイモア島に生息し、サン・クリストバル島など島々の湾や砂浜で見られる。

## 形態
全長53cm（51-55cm）。翼開長130cm（125-140cm）。全身が灰褐色や暗灰色の羽毛で覆われる。頭部は黒褐色。尾羽の色彩は淡灰色で、中央尾羽の色彩は灰色。眼の上下に白い三日月状の斑紋が入る。
嘴の色彩は黒く、先端が赤い。足の色は褐色や紫色。
幼鳥は全身が褐色の羽毛で覆われる。

## 分類
属内ではワライカモメに最も近縁と考えられている。

## 生態
砂浜や岩礁海岸に生息する。
食性は動物食で、魚類、甲殻類、小型爬虫類（ウミイグアナの幼体）、鳥類の卵などを食べる。カリフォルニアアシカの食べ残しや、出産時に出る胎盤も食べる。また他の鳥類が捕らえた獲物も奪う。海岸を低空飛翔しながら獲物を探し、海辺や岩場で採食を行う。
繁殖期になると番（つがい）で縄張りを形成する。営巣中は警戒心が強く、約1km以内に侵入すると巣から離れる。他個体の巣とは3km以上離れた場所にある砂浜や岩場に巣を作り、周年繁殖（主に5-10月）し1回に2個の卵を産む。抱卵期間は約33日。約60日で羽毛が生えそろい、雛は孵化してから約9週間で巣立つ。

## 人間との関係
漁港にも生息し、漁港や民家などで残飯を漁ることもある。
生息数は安定していると考えられている。ガラパゴス諸島は大部分が国立公園に指定されているが、ガラパゴス諸島の人口や旅行者の増加による繁殖地への侵入、人為的に移入された動物（イヌ、ネコ、ネズミ、ブタ）による捕食、エルニーニョなどによる生息数の減少が懸念されている。